# Scaphoideus sensibilis
Scaphoideus sensibilis är en insektsart som beskrevs av Ball 1932. Scaphoideus sensibilis ingår i släktet Scaphoideus och familjen dvärgstritar. Inga underarter finns listade i Catalogue of Life.